# سد الداویلا
سد الداویلا (به اسپانیایی: Presa de Aldeadávila) یک سد و نیروگاه ذخیره تلمبه‌ای در اسپانیا است که در Aldeadávila de la Ribera واقع شده‌است.